# Лешек Сворновський
Лешек Сворновський (пол. Leszek Swornowski, нар. 28 березня 1955) — польський фехтувальник на шпагах, срібний (1980 рік) призер Олімпійських ігор.

## Виступи на Олімпіадах
| Олімпіада     | Дисципліна          | Місце |
| ------------- | ------------------- | ----- |
| Монреаль 1976 | командна шпага      | 11    |
| Москва 1980   | індивідуальна шпага | 25    |
| Москва 1980   | командна шпага      | 2     |